# Dysdera satunini
Dysdera satunini este o specie de păianjeni din genul Dysdera, familia Dysderidae, descrisă de Dunin, 1990.
Este endemică în Azerbaijan. Conform Catalogue of Life specia Dysdera satunini nu are subspecii cunoscute.